# Gralewo (Płośnica)
Gralewo (deutsch Grallau) ist ein Dorf in der polnischen Woiwodschaft Ermland-Masuren. Es gehört zur Gmina Płośnica (Landgemeinde Heinrichsdorf) im Powiat Działdowski (Kreis Soldau).

## Geographische Lage
Gralewo liegt im Südwesten der Woiwodschaft Ermland-Masuren, 28 Kilometer westlich der einstigen Kreisstadt Neidenburg (polnisch Nidzica) bzw. 14 Kilometer nordwestlich der heutigen Kreismetropole Działdowo (deutsch Soldau i. Ostpr.).

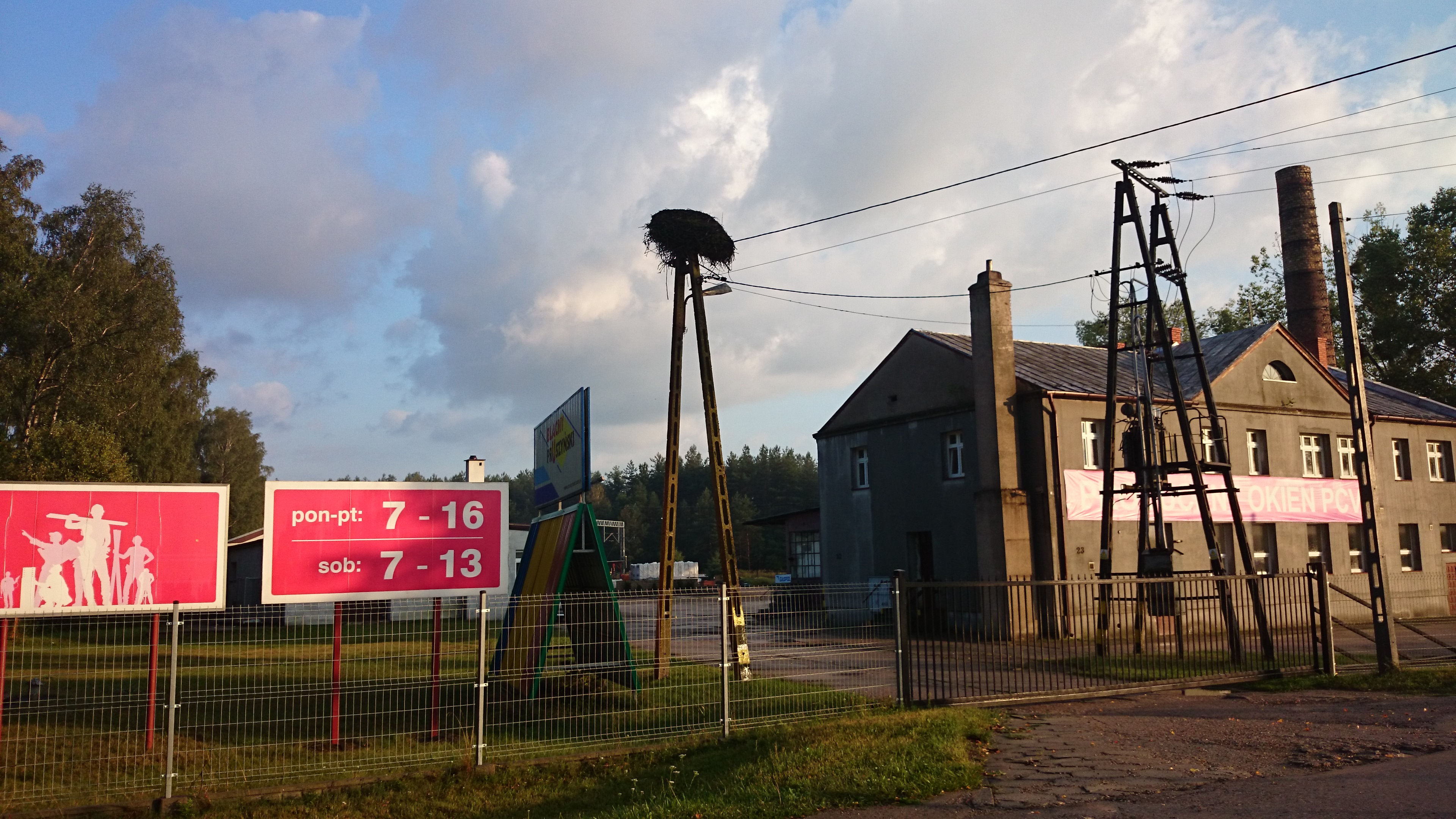
Storchennest in Gralewo

## Geschichte
Um 1350 wurde das kleine Dorf mit Gut gegründet. Als Landgemeinde und als eigenständiger Gutsbezirk wurde Grallau 1874 in den neu errichteten Amtsbezirk Groß Koschlau (polnisch Koszelewy) im ostpreußischen Kreis Neidenburg aufgenommen. 1910 belief sich die Zahl der Einwohner Grallaus auf 488, von denen 415 zur Landgemeinde und 73 zum Gutsbezirk gehörten.
Gemäß Versailler Vertrag wurde das Soldauer Gebiet, in dem Grallau lag, am 10. Januar 1920 an Polen abgetreten. Grallau erhielt die polnische Namensform „Gralewo“. Dorf und Gut wurden vereinigt. 461 Einwohner waren 1931 in Gralewo registriert, das nun in die neu gebildete Landgemeinde Żabiny eingegliedert wurde. 
Die Landgemeinde Żabiny kam am 26. Oktober 1939 zum Deutschen Reich, wurde am 1. April 1940 in die Landgemeinde Seeben und in den Amtsbezirk Seeben umgewandelt und in den Kreis Neidenburg eingegliedert.
Doch nicht für lange Dauer. 1945 kam in Kriegsfolge das gesamte südliche Ostpreußen zu Polen, mit ihm Grallau, das nun wieder polnisch „Gralewo“ genannt wurde. Heute ist das Dorf eine Ortschaft innerhalb der Gmina Płośnica (Landgemeinde Heinrichsdorf) im Powiat Działdowski (Kreis Soldau), bis 1998 der Woiwodschaft Ciechanów, seither der Woiwodschaft Ermland-Masuren zugehörig. Der frühere und zwei Kilometer nordöstlich gelegene Wohnplatz Grallau Bahnhof wurde abgetrennt und ist nun als Gralewo-Stacja ein Teil der Gmina Rybno (Rybno, 1942 bis 1945 Rübenau), die ebenfalls zum Powiat Działdowski gehört.
Im Jahre 2011 zählte Gralewo 201 Einwohner.

## Kirche
Bis 1945 war Grallau resp. Gralewo in die evangelische Kirche Groß Koschlau (polnisch Koszelewy) in der Kirchenprovinz Ostpreußen der Kirche der Altpreußischen Union bzw. ab 1920 in die Diözese Działdowo (Soldau) der Unierten Evangelischen Kirche in Polen, außerdem in die römisch-katholische Kirche Groß Lensk (polnisch Wielki Łęck) eingepfarrt.
Heute gehört Gralewo evangelischerseits zur Erlöserkirche Działdowo in der Diözese Masuren der Evangelisch-Augsburgischen Kirche in Polen, katholischerseits zur Pfarrei Koszelewy (Groß Koschlau) im Dekanat Rybno im Bistum Toruń (Thorn).

## Verkehr
Über Nebenstraßen ist Gralewo an die Woiwodschaftsstraße 538 (Tuczki/Tautschken) und an die Woiwodschaftsstraße 542 (Filice/Fylitz) angebunden. Die nächste Bahnstation war bis 1945 ein Wohnplatz der Gemeinde Grallau, liegt aber jetzt als Gralewo-Stacja in der Gmina Rybno. Über sie besteht Anschluss an die Bahnstrecke Danzig–Warschau.